# Marcus Fåglum
Marcus Fåglum Karlsson (né le 20 juillet 1994 à Falköping) est un coureur cycliste suédois. Il est le fils de Jan Karsson et le petit-fils de Sture Pettersson, également cyclistes.

## Palmarès
- 2010
  - 3e du Tour de Himmelfart cadets
- 2011
  -  Champion de Suède sur route juniors
  -  Champion de Suède du contre-la-montre juniors
  - 4e du championnat du monde du contre-la-montre juniors
- 2012
  -  Champion de Suède du contre-la-montre juniors
  - 2e du championnat de Suède sur route juniors
  - 5e du championnat d'Europe du contre-la-montre juniors
  - 7e du championnat d'Europe sur route juniors
- 2013
  -  Champion de Suède du contre-la-montre espoirs
  - 1re et 6e étapes de l'U6 Cycle Tour (contre-la-montre)
  - Svanesunds 3-dagars :
    - Classement général
    - 1re et 3e (contre-la-montre) étapes

  - 1re étape des Skanes 2 dagars (contre-la-montre)
  - 2e de l'Östgötaloppet
- 2014
  -  Champion de Suède sur route espoirs
  - Svanesunds 3-dagars :
    - Classement général
    - 3e étape (contre-la-montre)

  - 3e du championnat de Suède sur route
  - 3e du championnat de Suède du contre-la-montre
- 2015
  - 2e du championnat de Suède sur route espoirs
- 2016
  - 2e du championnat de Suède sur route espoirs
  - 2e du championnat de Suède du contre-la-montre espoirs
  - 3e du Ringerike Grand Prix
- 2017
  - Östgötaloppet

## Classements mondiaux
| Année           | 2013   | 2014 | 2015 | 2016 | 2017   |
| --------------- | ------ | ---- | ---- | ---- | ------ |
| UCI Europe Tour | 1 073e | 533e |      | 945e | 1 463e |